# Schaukelpferd

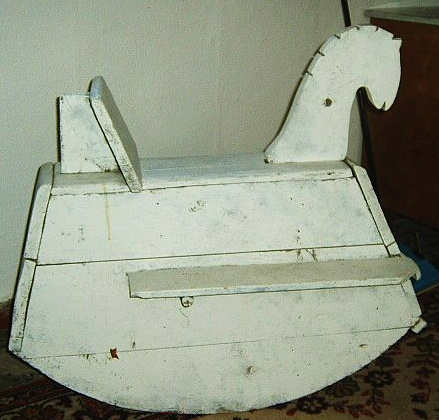
Einfach gezimmertes Schaukelpferd zum Eigengebrauch

Das Schaukelpferd ist ein meist hölzernes Pferd auf Kufen (auch Gängel), gewöhnlich als Kinderspielzeug verwendet. Es ist normalerweise so groß, dass ein Kleinkind gut darauf sitzen und schaukeln kann. Der Schwerpunkt muss tiefer sein als der Mittelpunkt des Kreises, von dem die Gängel Bogen sind.
Manche sehen aus wie echte Pferde, sind z. T. sogar mit Fell überzogen. Aber oft sind sie stark stilisiert und auch nicht mehr zwangsläufig Pferde, sondern z. B. Esel oder Dinosaurier. Es gibt Schaukelpferde heutzutage auch aus Kunststoff.

## Historisches

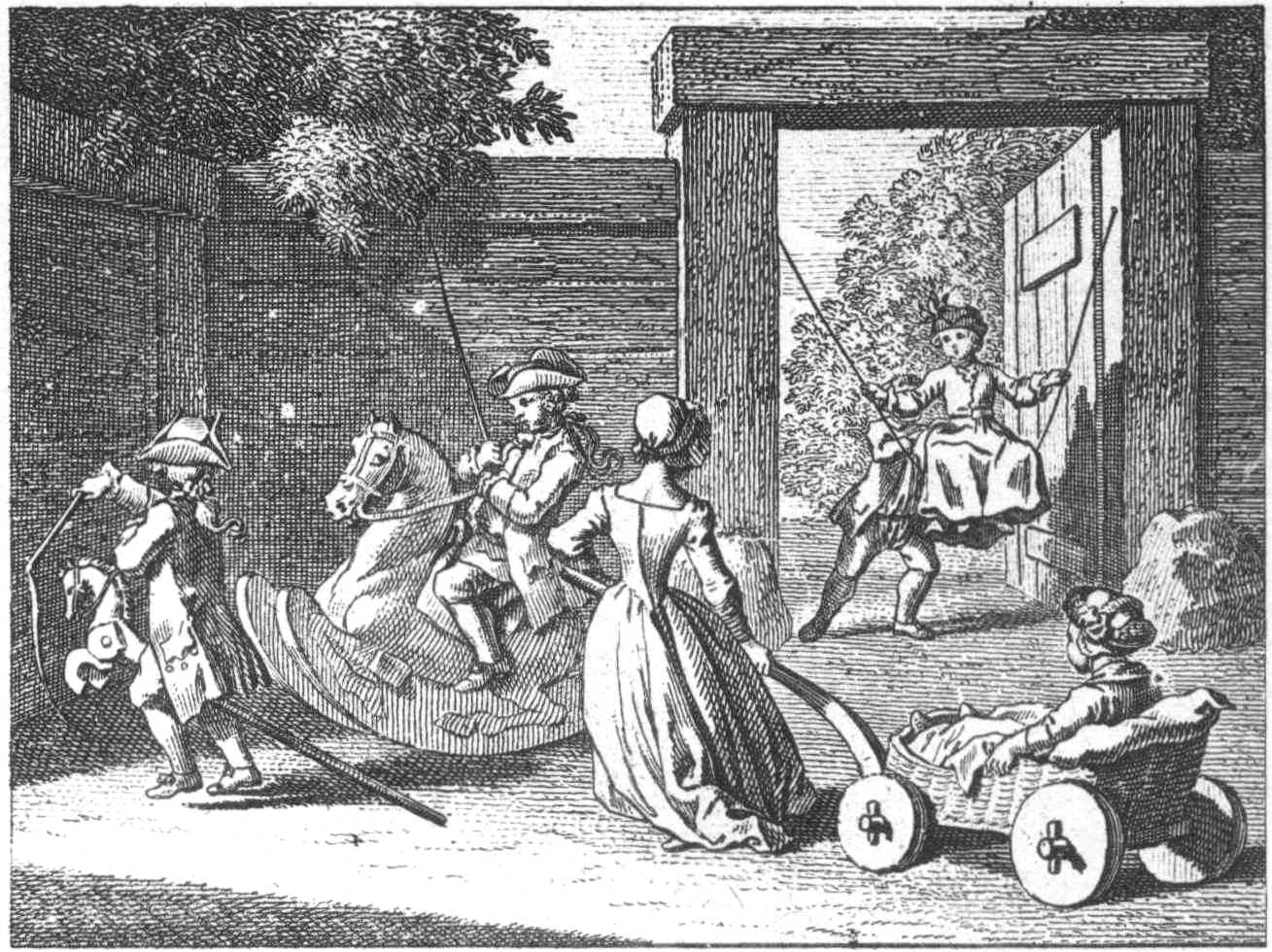
Schaukelpferd in einem Kupferstich von Daniel Chodowiecki, 1774

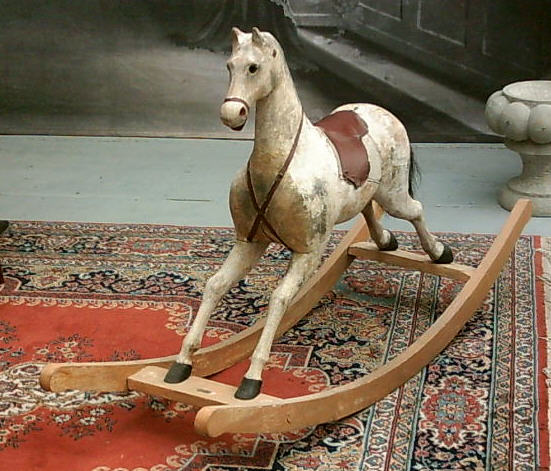
Altes Schaukelpferd

Entstanden ist das Schaukelpferd (rocking horse) vermutlich im 17. Jahrhundert in den USA. Sein Vorläufer waren Pferde auf Rädern, die je nach Größe als Nachziehspielzeug oder zum Aufsitzen verwendet werden konnten. Solche Räderpferde waren schon im antiken Griechenland in Verwendung, wie man bei Horaz nachlesen kann. Über England kam das Spielzeug in der zweiten Hälfte des 19. Jahrhunderts nach Mitteleuropa.
Insbesondere in den waldreichen Gebieten Deutschlands wie Thüringen, Erzgebirge und Harz hat der Bau von Schaukelpferden eine lange Tradition. In Thüringen sind heute noch Betriebe tätig, die damals entstanden sind. Manche Quellen geben an, dass hier im Jahr 1865 das erste deutsche Schaukelpferd hergestellt wurde. Im Odenwald gab es um 1850 im Kreis Dieburg zehn Betriebe, die Schaukelpferde herstellten. Die meisten Betriebe waren damals in Niedernhausen.
In Reichelsheim-Beerfurth wird dieses Spielzeug seit 1899 unverändert in einem Betrieb hergestellt (Stand: 2011). Die Holzpferde werden im Odenwald Gäulches genannt.
Das Schaukelpferd wurde zunächst aus einem Metallgerüst mit Papiermaschee oder Ähnlichem hergestellt und war daher ein Spielzeug für die Kinder reicher Familien. Erst durch die Verwendung von Holz fand es auch in den ärmeren Bevölkerungsschichten Verbreitung. Speziell hier wurde es zu einem weihnachtlichen Symbol für unerfüllte oder unerfüllbare Wünsche. Das zeigt sich auch daran, dass es in vielen Weihnachtsgedichten und -liedern eine Rolle spielt.
Ältere Schaukelpferde aus dem 19. und frühen 20. Jahrhundert sind heute beliebte Sammlerstücke.

## Moderne Varianten

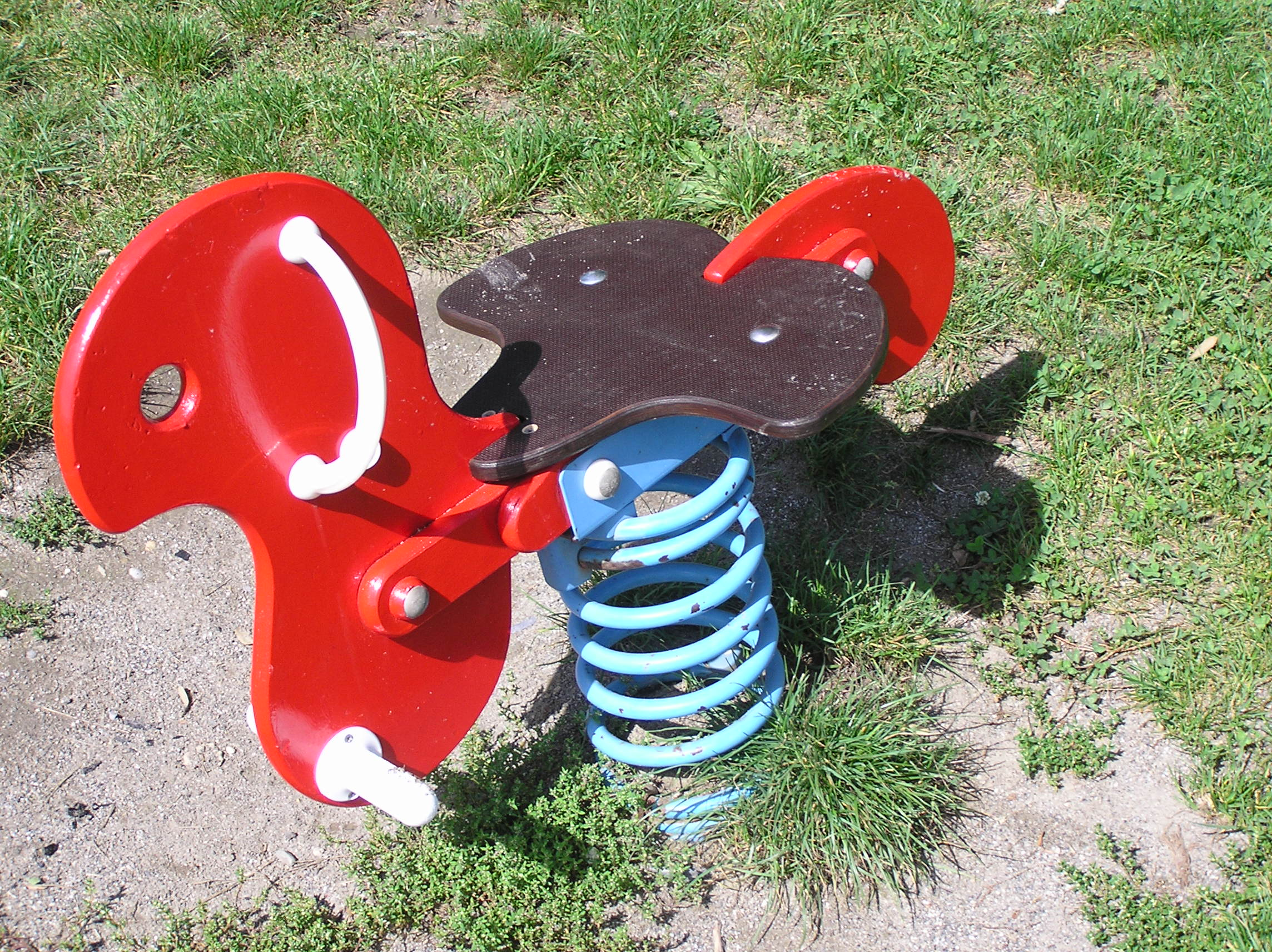
Schaukelpferd (Federwipptier) auf einem Spielplatz

Auf fast jedem modernen Kinderspielplatz findet sich heute ein Schaukelpferd (Federwipptier). Typischerweise kommt hierbei eine Stahlfeder zum Einsatz anstatt der gebogenen Kufen. Im Gegensatz zum klassischen Schaukelpferd ermöglicht dies eine Bewegung in X- und Y-Achse. Es gibt auch zahlreiche Variationen bezüglich der Tier-Formen, z. B. Kuh, Giraffe usw.
Die Verletzungsgefahr ist bei diesem Typ deutlich höher als bei einem klassischen Schaukelpferd, da die Feder im gebogenen Zustand eine sehr hohe Spannung entwickeln kann. Dadurch kann es leicht zu einem „Abwurf“ kommen, wenn das Kind über seine Grenzen hinaus schaukelt.

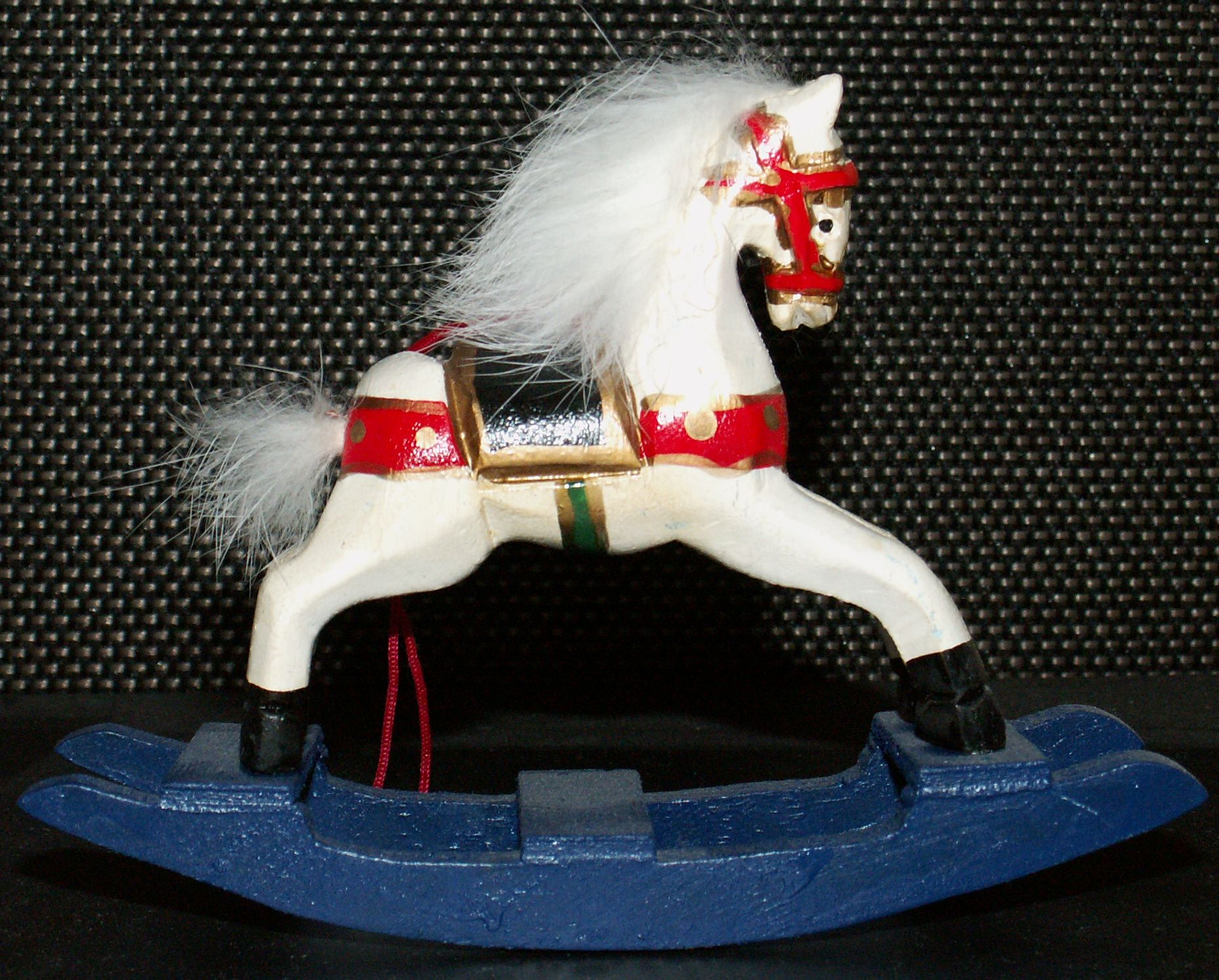
Christbaumschmuck, Schaukelpferd

Eine weitere moderne Variante ist das elektromechanische Schaukelpferd. Dies kommt dem ursprünglichen deutlich näher, da es eine ähnlich wippende Bewegung macht. Interaktionen seitens des Kindes sind hierbei jedoch nicht möglich, da das Pferd über einen Elektromotor kontinuierlich angetrieben wird. In den meisten Fällen handelt es sich hierbei um Geräte, welche über Münzen betrieben werden und beispielsweise im Eingangsbereich von Supermärkten stehen.
Modelle von Schaukelpferden sind ein beliebter Christbaum- oder Weihnachtsschmuck.
In der Wirklichkeit ist ein Schaukelpferd keine Schaukel, sondern eine Wippe, in der Schweiz wird es deshalb auch Gigampfi-Ross genannt (Gigampfi = Wippe).